# 국민의회 (동티모르)
국민의회(테툼어: Parlamentu Nasionál, 포르투갈어: Parlamento Nacional)는 동티모르의 의회다. 2001년 유엔의 감독하에 제헌의회가 창설되었고, 2002년 5월 20일 독립 후 국민의회로 개칭하였다. 국민의회는 동티모르의 입법부로, 단원제로 운영된다. 국회의원수는 총 65명으로 임기는 5년이다. 5년에 한번씩 선거를 치러 정당명부로 비례대표 투표를 통해 선출된다.

## 역대 국회의장 목록
| # | 사진 | 이름                                                  | 취임일          | 퇴임일          | 소속 정당 | 비고  |
| - | ---- | ----------------------------------------------------- | --------------- | --------------- | --------- | ----- |
| 1 |      | 프란시스쿠 구테흐스 Francisco Guterres                | 2002년 5월 20일 | 2007년 8월 8일  | FRETILIN  | [ 1 ] |
| 2 |      | 페르난도 데 아라우조 Fernando de Araújo               | 2007년 8월 8일  | 2012년 7월 30일 | 민주당    | [ 2 ] |
| 3 |      | 빈센트 구테흐스 Vicente Guterres                      | 2012년 7월 30일 | 2016년 5월 5일  | CNRT      | [ 3 ] |
| 4 |      | 아데리토 휴고 다 코스타 Adérito Hugo da Costa         | 2016년 5월 5일  | 2017년 9월 5일  | CNRT      | [ 4 ] |
| 5 |      | 애니세토 거터즈 롭스 Aniceto Guterres Lopes           | 2017년 9월 5일  | 2018년 4월 5일  | FRETILIN  | [ 5 ] |
| 6 |      | 아라오 노에 다 코스타 아마랄 Arão Noé da Costa Amaral | 2018년 4월 5일  | 2020년 5월 19일 | CNRT      | [ 6 ] |
| 7 |      | 애니세토 거터즈 롭스 Aniceto Guterres Lopes           | 2020년 5월 19일 | 2023년 6월 22일 | FRETILIN  | [ 7 ] |
| 8 |      | 마리아 페르난다 레이 Maria Fernanda Lay               | 2023년 6월 22일 | 현재            | CNRT      |       |

## 같이 보기
- 동티모르
- 동티모르의 대통령
- 동티모르의 총리
- 동티모르 독립혁명전선
- 티모르 재건국민회의